# Condado de Cortland
O Condado de Cortland é um dos 62 condados do Estado americano de Nova Iorque. A sede do condado é Cortland, e sua maior cidade é Cortland. O condado possui uma área de 1 299 km²(dos quais 5 km² estão cobertos por água), uma população de 48 599 habitantes, e uma densidade populacional de 38 hab/km² (segundo o censo nacional de 2000). O condado foi fundado em 1808.